# آرتوبی
آرتوبی (به انگلیسی: Artuby) رودی در فرانسه است که از بخش‌های (دپارتمان‌های) آلپ-دو-اوت-پرووانس، آلپ-ماریتیم و ور گذشته و همچنین از طریق وردون و دورانس از ریزابه فرعی رون می‌گذرد. طول آن ۵۳٫۸ کیلومتر است. حوضه آبریز آن ۳۷۳ کیلومتر مربع مساحت دارد.